# La Hispano Tipo 24
Der La Hispano Tipo 24, auch La Hispano 8–10 HP genannt, ist ein Pkw-Modell. Hersteller war La Hispano im spanischen Guadalajara.

## Beschreibung
La Hispano-Suiza hatte von 1914 bis August 1922 den Hispano-Suiza Tipo 24 hergestellt. Dann wurde die Produktion in Barcelona aufgegeben. Anschließend wurde in Guadalajara eine leicht überarbeitete Version gefertigt. Eine andere Quelle gibt an, dass das Modell bereits ab 1918 in Guadalajara produziert worden sein soll.
Beibehalten wurde der Vierzylindermotor mit Wasserkühlung. 70 mm Bohrung und 120 mm Hub ergeben 1847 cm³ Hubraum. Der Motor leistet 33 PS.  Eine andere Quelle gibt 31 PS an. Der Motor ist vorn im Fahrgestell eingebaut und treibt über eine Kardanwelle die Hinterachse an.
Das Fahrgestell hat 285 cm Radstand. Die hintere Federung wurde überarbeitet, sodass die Federn nicht mehr unterhalb der Achse angeordnet waren. Bekannt sind Aufbauten als Tourenwagen und Roadster.
Der Kraftstofftank ist im Bereich der Spritzwand angeordnet. Der Tankeinfüllstutzen befindet sich im Bereich der Windschutzscheibe.
Weitere Unterscheidungsmerkmale sind die Aufschrift „La Hispano“ anstelle von „Hispano-Suiza“ auf dem Kühlergrill sowie das Markenzeichen. Es zeigt nur die spanische Flagge und nicht zusätzlich die schweizerische.

## Produktionszahlen
Zunächst lag eine Bestellung über 100 Fahrzeuge vor. Ob danach weitere Fahrzeuge hergestellt wurden, ist nicht bekannt. 1925 endete die Produktion.
Erhaltene Fahrzeuge sind im Museo de la Automoción de Lérida in Lleida und im Museu Nacional de l’Automòbil d’Andorra in Encamp ausgestellt.